# Kantatie 57
Pour les articles homonymes, voir Route 57.
La route principale 57 (en finnois : Kantatie 57) est une route principale allant de Hämeenlinna à Pälkäne en Finlande.

## Description
La route 57 part de Tiiriö à Hämeenlinna, où elle croise la route nationale 3. Après le centre de Hattula, elle traverse la partie ouest de l'ancienne municipalité de Hauho jusqu'à Kärväntälä à Pälkäne, où elle se termine à la route nationale 12 à environ six kilomètres au sud du centre de Pälkäne.

## Parcours
La route parcourt les municipalités suivantes :
- Hämeenlinna
- Hattula
- Pälkäne